# Azemmour
Azemmour (aus den Berbersprachen ⴰⵣⵎⵎⵓⵔ Azemmur, „Oliven“; arabisch أزمور, DMG azamūr, portugiesisch Azamor) ist eine Küstenstadt mit knapp 45.000 Einwohnern in der Provinz El Jadida in der Region Casablanca-Settat in Marokko.

## Lage und Klima
Azemmour liegt nahe der Mündung des Oum er-Rbia in den Atlantik knapp 100 km (Fahrtstrecke) südwestlich von Casablanca und ca. 16 km nordöstlich von El Jadida an einer parallel zu Küste verlaufenden Nebenstrecke nördlich der Autobahn 5 (Autoroute de l’Atlantique). Die Stadt  hat im Unterschied zu El Jadida keinen direkten Hafen, sondern liegt ungefähr zwei Kilometer vom Meer entfernt auf einem Felsplateau. Das Klima wird in hohem Maße vom Meer geprägt; Regen (ca. 350 mm/Jahr) fällt ganz überwiegend im Winterhalbjahr.

## Bevölkerung
| Jahr      | 1994   | 2004   | 2014   | 2024   |
| Einwohner | 32.739 | 36.722 | 40.920 | 42.098 |

Die heutige Bevölkerung der Stadt besteht ganz überwiegend aus seit den 1950er Jahren aus den Dörfern in der Umgebung zugewanderten Berberfamilien.

## Wirtschaft
Die Felder der umliegenden fruchtbaren Doukkala-Ebene bilden die wirtschaftliche Grundlage der Stadt. Die Stadt selbst bietet die notwendigen Einrichtungen im Gesundheits- und Bildungswesen.

## Geschichte
Die frühe Geschichte Azemmours beginnt möglicherweise in der karthagischen Zeit. Im 12. Jahrhundert scheint Azemmour ein Zentrum islamischer Gelehrsamkeit gewesen zu sein. Der Gelehrte Moulay Bouchaib Erredad (um 1076–1166) zog Schüler von weit her an, unter anderem die aus Bagdad angereiste Lalla Aicha Bahria; beide werden heute als Heilige verehrt.
Die Herrschaft der Almohaden war mit der Einnahme von Marrakesch durch die Meriniden (1269) beendet. Der im Jahr 1266 nach Azemmour geflohene Almohaden-Kalif al-Murtada wurde 1267 auf Geheiß des letzten Sultans Abu Dabis (Abou Dabbou, regierte 1266–1269) zum Tode verurteilt. Azemmour wurde ferner Ende des 14. Jahrhunderts während der Herrschaft der Meriniden erwähnt. Die nachfolgende Berber-Dynastie der Wattasiden kämpfte im Jahr 1471 vergeblich gegen die Eroberung von Tanger durch die Portugiesen, die sich anfangs auf einer Kreuzfahrermission glaubten. Azemmour besaß in dieser Zeit eine relative Unabhängigkeit.

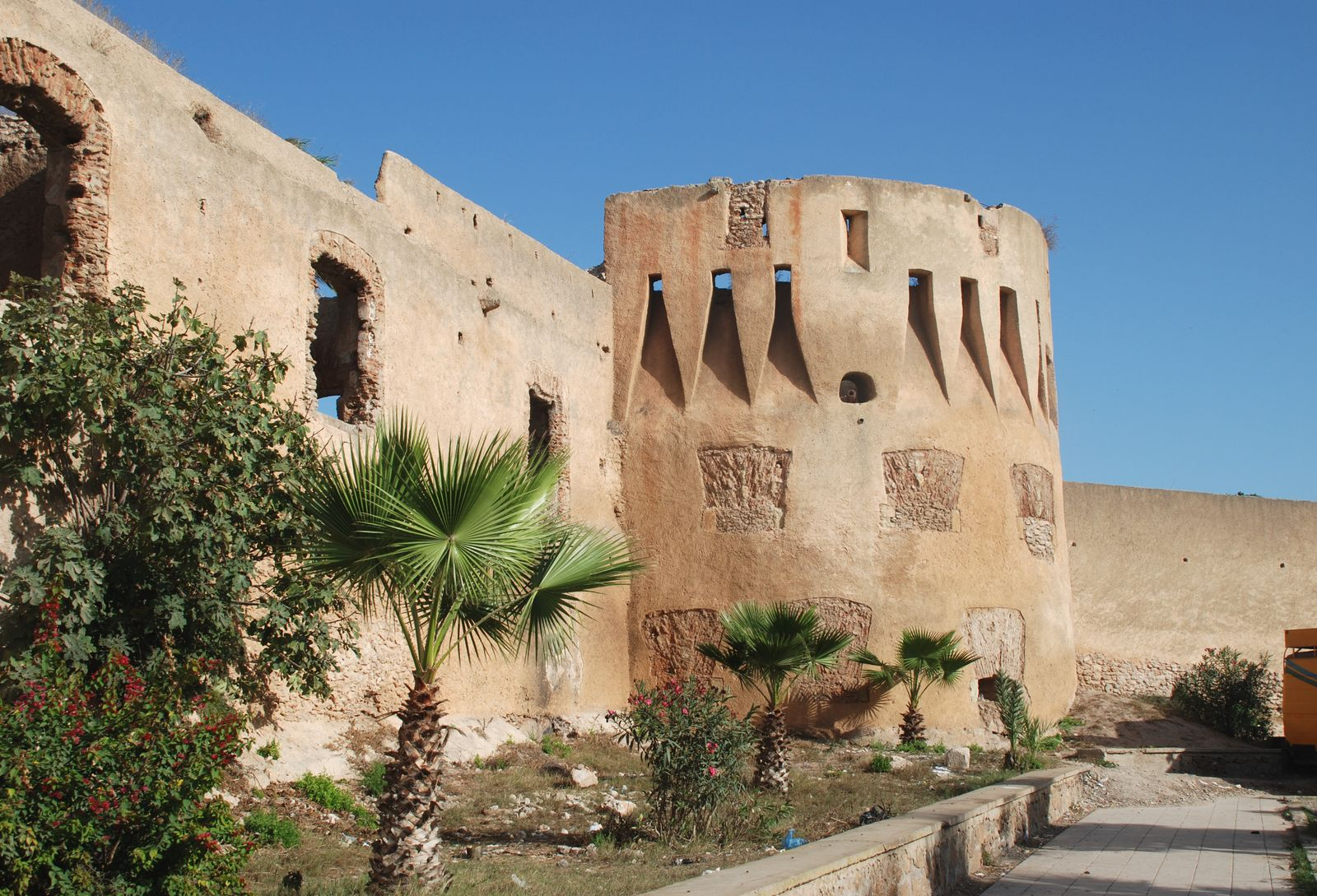
Rundbastion mit Schießscharten

Im Jahr 1486 errichteten portugiesische Kaufleute in Azemmour einen Handelsposten um Stoffe, Wolle, Pferde, Fische und Getreide aufzukaufen, die sie beim europäischen Konkurrenzkampf um den Handel an der weiter südlich gelegenen schwarzafrikanischen Küste gegen Gold und Sklaven eintauschten. Mitte des 15. Jahrhunderts hatten die ersten Schiffe den Senegalfluss erreicht. Als die Portugiesen begannen, ihre Waren im Hinterland der marokkanischen Stationen (presidios) nicht mehr zu bezahlen, sondern die Einheimischen zu Vasallen erklärten und Tributzahlungen verlangten, kam es zu Aufständen der Bevölkerung und Angriffen auf die portugiesischen Niederlassungen. Die geschwächten Wattasiden ließen zu, dass die Portugiesen 1505 die Stadt Agadir, 1508 Safi und 1513 Azemmour vollständig besetzten. Im August 1513 übernahmen aus El Jadida (damals Mazagan) kommende, militärisch weit überlegene portugiesische Truppen die Stadt, ein erster Eroberungsversuch war bereits im Jahr 1508 gescheitert. Zum Schutz vor weiteren Angriffen umgaben sie die Stadt mit einer Befestigungsmauer. Azemmour war König Manuel I. tributpflichtig. Ein im Jahr 1515 durchgeführter Raubzug der Gouverneure D. Pedro de Sousa von Azemmour und Nuño Fernandes de Ataide von Safi nach Marrakesch hatte zum Ziel, auch den dortigen Herrscher Mulai al-Nasir zum Vasallen von Portugal zu machen. Die Portugiesen hatten die Kampfbereitschaft der Einwohner bei der Verteidigung ihrer Stadt unterschätzt und erlitten eine Niederlage.
Im Jahr 1541 mussten sich die Portugiesen wegen wirtschaftlichen Schwierigkeiten in ihrem Heimatland und weil sie von Mohammed ech-Cheikh bedroht wurden, der im Süden mit der Eroberung von Agadir im selben Jahr die Oberhand gegen die Wattasiden gewonnen hatte, aus Azemmour und Safi zurückziehen. Ech-Cheikh wurde als erster Sultan der Saadier 1544 zum Herrscher über ganz Marokko. Die Portugiesen hinterließen nach wenigen Jahren ihrer Herrschaft eine Festung und eine Stadtmauer, von der noch große Teile erhalten sind.
Ende des 16. Jahrhunderts kam ein Muhammad al-Ayyashi, Mitglied des arabischen Stammes der Banu Malik in der Gharb-Region, nach Salé, um dort islamische Studien zu treiben. Sein Lehrer war Sidi Abdullah. Nach der Legende brachten einige Stammesführer Sidi Abdullah ein Pferd als Geschenk. Dieser rief seinen besten Schüler herbei und beauftragte ihn, ab nun seine Studien draußen im Leben fortzusetzen und mit dem Pferd nach Azemmour zu reiten. Nach einigen Jahren war al-Ayyashi im Auftrag des Saadier-Sultans Zaydan Gouverneur von Azemmour geworden. Von seiner Stellung aus griff er die Spanier bei El Jadida an und wurde, da er immer mehr Krieger um sich versammelte, zu einem gefährlichen Rivalen für den Sultan. Davon konnten zumindest die Spanier den Sultan überzeugen, der als Reaktion 1614 eine Armee von Marrakesch lossandte, um al-Ayyashi in Azemmour zu vernichten. Dieser konnte sich knapp durch Flucht entziehen und ging mit seinen Leuten zurück nach Salé. Dort betätigte er sich entlang der Küste bis zu seinem Tod 1641 als Pirat und heiliger Krieger im Kampf gegen Spanier und Portugiesen.

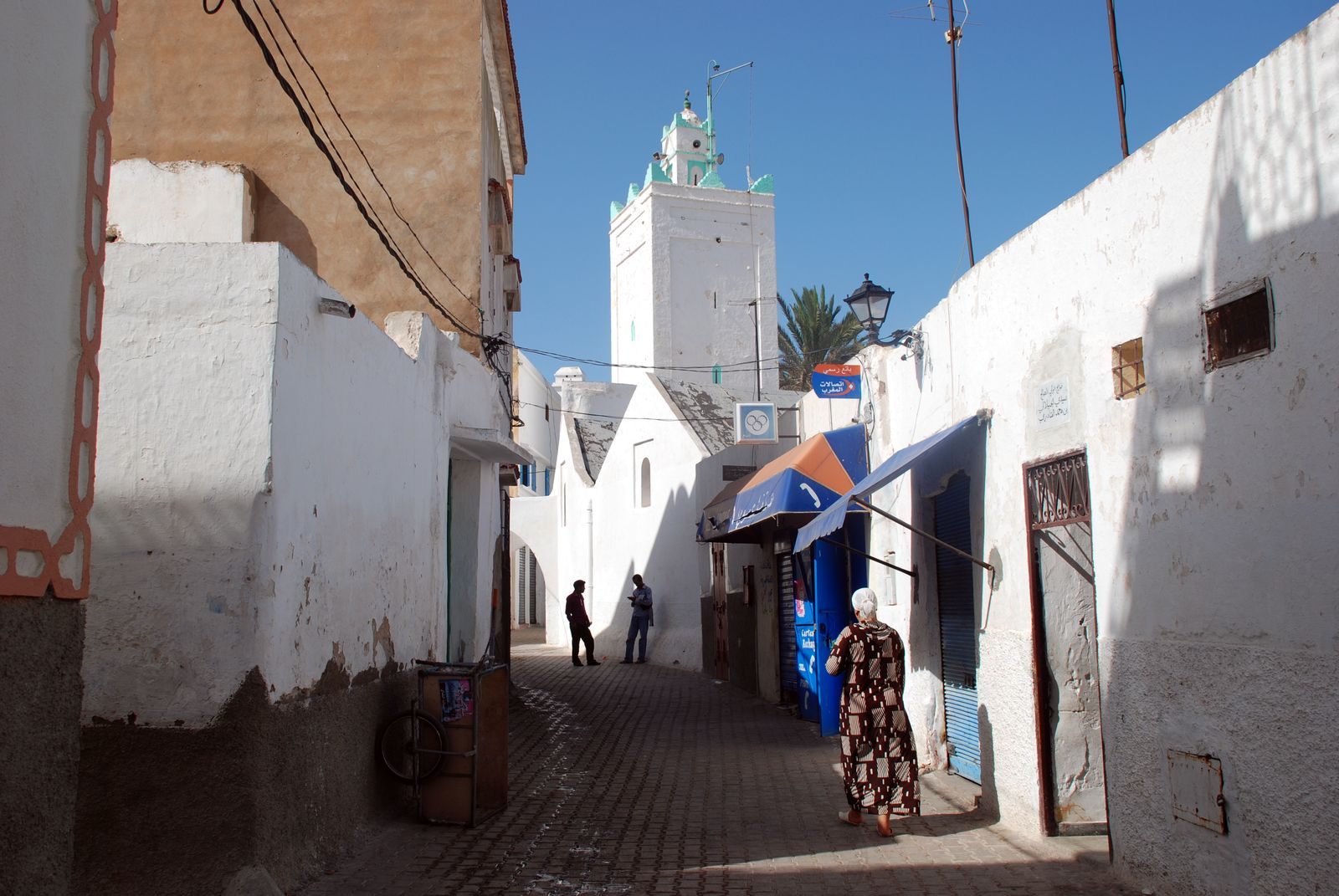
Gasse in der Medina

Mindestens ab dem 16. Jahrhundert lebte bis in die Mitte des 20. Jahrhunderts in Azemmour eine bedeutende jüdische Minderheit. In den 1940er Jahren erlangte der jüdische Heilige Rabbi Abraham Mul Annes (Abraham Moul Niss) von Azemmour im ganzen Land große Popularität. Sein Grab soll sich im Hof eines Privathauses in der Altstadt befinden. Er wurde von Juden und Muslimen gleichermaßen verehrt.
Der berühmteste Einwohner der Stadt hieß mit seinem spanischen Namen Estevanico, in Marokko wird er al-Zemmouri, „der Mann aus Azemmour“ genannt. Er ist der erste bekannte Afrikaner, der im 16. Jahrhundert eine Schiffsexpedition in die Neue Welt machte. Er startete im Juni 1527 als portugiesischer Sklave von Spanien aus mit der aus fünf Karavellen bestehenden Flotte des Pánfilo de Narváez, die ein knappes Jahr später Florida erreichte.

## Stadtbild
Die Altstadt liegt an der Westseite des Flusses, der ab der Stadt nicht den nächsten Weg nach Nordwesten zum Meer nimmt, sondern drei Kilometer nach Norden bis zur Einmündung fließt. Der zentrale dreieckige Platz der Stadt (Place Mohammed V), an dem die aus Südwesten kommende gleichnamige Avenue endet, gehört zum kleinen Geschäftszentrum der Neustadt und wird von zwei weiteren Straßen eingerahmt. Die Avenue Zerktouni östlich des Platzes verläuft neben der Stadtmauer, die ein langgezogenes Rechteck um die Altstadt bildet. Im Osten der Altstadt zieht sich die Mauer auf einem kleinen Plateau über dem Flussufer entlang. Einige Teile der portugiesischen Stadtmauer sind außen geschrägt, es gibt Rundtürme mit großen rechteckigen Fensteröffnungen für Kanonen, andere haben dagegen kleine zurückversetzte Schießscharten, die sich nach unten erweitern und für Vorderlader und Armbrüste geschaffen waren. Vom ehemaligen portugiesischen Pulvermagazin (Dar el-Baroud) ist nur der Turm übrig geblieben.
Die Altstadt gliedert sich in drei Teile. Im Süden befinden sich das ehemalige arabische Wohnviertel (Medina) und die (verschlossene) Kasbah, worin sich die Verwaltung befand. Im Norden ist die jüdische Mellah an der kleinen ehemaligen Synagoge zu erkennen, die in Ufernähe liegt und nach dem Rabbi Abraham Moul Niss benannt ist. Einige Häuser in den engen Gassen stammen noch aus der christlichen Ära, die Besonderheiten liegen in den Details. Am Pulverhaus sind Reste von gotischen Fenstern erhalten, manche Türrahmen, Balkone und Lünetten an den Häuserfassaden haben ebenfalls eine europäische Tradition. Im Vergleich zu El Jadida besuchen nur wenige Touristen die Altstadt. Zwei der alten, weiß gestrichenen Häuser wurden zu Hotels mit gehobenem Standard ausgebaut. Einige Privathäuser sind ebenfalls sorgfältig restauriert, am Zustand der meisten Häuser wird jedoch die mangelnde Finanzkraft der Bewohner deutlich. Ein Geschäftsleben findet nur außerhalb der Mauern statt.

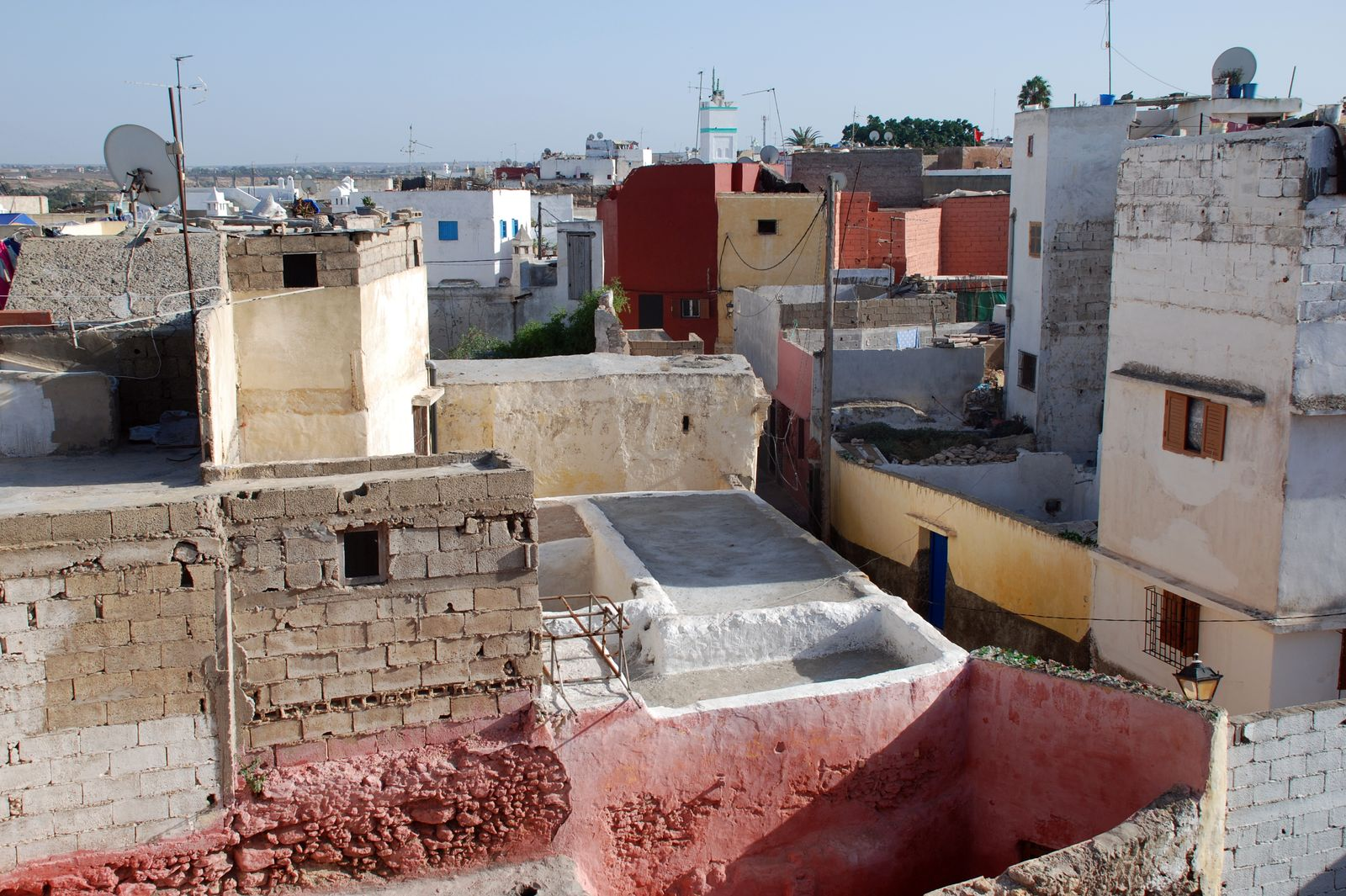
Von der Stadtmauer über die Altstadt

Einen wesentlich größeren Teil der Stadtfläche machen die nach der Unabhängigkeit geplanten neuen Wohnviertel aus, die sich nach rechteckigem Straßenmuster Richtung Westen und Süden ausdehnen. Vom zentralen Platz führt eine Straße zwei Kilometer bis zum Ortsteil El Haouzia. Am breiten Sandstrand sind hier mehrere Ferienanlagen für marokkanische Urlauber entstanden. 1,5 Kilometer sind es am Strand entlang nach Nordosten bis zur Mündung des Oum er-Rbia. Dort befinden sich die Qubba (Mausoleum) von Sidi Ouadouad und am gegenüberliegenden Flussufer die Qubba der weiblichen Heiligen Lalla Aicha Bahria. An Feiertagen verkehren Boote zu ihrem Pilgerort am Strand.
Moulay Bouchaib Erredad ist Schutzheiliger von Azemmour und weit über die Stadtgrenzen hinaus bekannt. Für ihn wird ein jährliches Pilgerfest (Moussem) veranstaltet, seine Qubba befindet sich außerhalb der Stadtmauer im Südosten der Medina, am Ende der Rue Bouchaib. Der Marabout wird besonders von Frauen mit Kinderwunsch verehrt, die sich bei einem Besuch seines Mausoleums die islamische Segenskraft (Baraka) erwarten.

## Sehenswürdigkeiten
Abgesehen von Resten der portugiesischen Stadtmauer bietet Azemmour keine historisch oder kulturell bedeutsamen Sehenswürdigkeiten.